# یواس‌اس ال‌اس‌تی-۸۵۳
یواس‌اس ال‌اس‌تی-۸۵۳ (به انگلیسی: USS LST-853) یک کشتی است که طول آن ۳۲۸ فوت (۱۰۰ متر) می‌باشد. این کشتی در سال ۱۹۴۴ ساخته شد.